# Augustus Frederick Sherman
Augustus Frederick Sherman, auch Augustus F. Sherman bzw. gemäß DNB Augustus Francis Sherman (* 9. Juli 1865 in Lynn, Pennsylvanien, USA; † 18. Februar 1925 in New York City, USA) war ein US-amerikanischer Beamter des Bureau of Immigration, der US-amerikanischen Einwanderungsbehörde, und Fotograf.

## Leben
Shermans Lebensdaten sind sehr spärlich. Er war Mitglied der Episcopal Church und kam 1884 nach New York City. Dort fand er 1892 Anstellung bei der Einwanderungsbehörde auf Ellis Island und wurde zum Schluss seiner Laufbahn Inspektor. Er war Hobbyfotograf und machte in den Jahren von 1905 bis 1925 etwa 250 Porträt- und Familienfotos von Einwanderungswilligen, die auf die Erledigung ihrer Einreiseanträge auf der Insel warten mussten.

## Rezeption
Sherman hatte die Gabe, viele der Porträtierten davon zu überzeugen, ihre im Gepäck mitgebrachten heimatlichen Trachten für die Aufnahmen zu tragen. Diese seltenen Dokumente wurden in den letzten Jahren sowohl auf Ellis Island als auch an anderen Orten gezeigt, so zum Beispiel 2006 im Deutschen Auswandererhaus in Bremerhaven.

## Ausstellungen
- 2005: Augustus Frederick Sherman: Ellis Island Portraits, 1905–1910. Ellis Island Museum, New York City.
- 2006: die gleiche Ausstellung mit 75 Porträts im Deutschen Auswandererhaus in Bremerhaven.